# Maryna Litvinchuk
Maryna Litvinchuk (en bielorruso: Марына Літвінчук; nacida Maryna Pautaran, Sotnichy, 12 de marzo de 1988) es una deportista bielorrusa que compite en piragüismo en la modalidad de aguas tranquilas. Está casada con el piragüista Artur Litvinchuk.
Participó en tres Juegos Olímpicos de Verano, obteniendo tres medallas en la prueba de K4 500 m, bronce en Londres 2012, bronce en Río de Janeiro 2016 y plata en Tokio 2020. En los Juegos Europeos obtuvo cinco medallas, dos oros en Bakú 2016, y dos oros, una plata y un bronce en Minsk 2019.
Ganó veintiuna medallas en el Campeonato Mundial de Piragüismo entre los años 2010 y 2024, y diecinueve medallas en el Campeonato Europeo de Piragüismo entre los años 2010 y 2021.

## Palmarés internacional
| Juegos Olímpicos   | Juegos Olímpicos            | Juegos Olímpicos  | Juegos Olímpicos |
| Año                | Lugar                       | Medalla           | Competición      |
| ------------------ | --------------------------- | ----------------- | ---------------- |
| 2012               | Londres (Reino Unido)       | Medalla de bronce | K4 500 m         |
| 2016               | Río de Janeiro (Brasil)     | Medalla de bronce | K4 500 m         |
| 2020               | Tokio (Japón)               | Medalla de plata  | K4 500 m         |
| Campeonato Mundial |                             |                   |                  |
| Año                | Lugar                       | Medalla           | Competición      |
| 2010               | Poznań (Polonia)            | Medalla de plata  | K1 5000 m        |
| 2011               | Szeged (Hungría)            | Medalla de bronce | K1 5000 m        |
| 2011               | Szeged (Hungría)            | Medalla de bronce | K4 500 m         |
| 2013               | Duisburgo (Alemania)        | Medalla de bronce | K4 500 m         |
| 2014               | Moscú (Rusia)               | Medalla de plata  | K1 5000 m        |
| 2014               | Moscú (Rusia)               | Medalla de bronce | K2 200 m         |
| 2014               | Moscú (Rusia)               | Medalla de bronce | K4 500 m         |
| 2014               | Moscú (Rusia)               | Medalla de bronce | K1 4 × 200 m     |
| 2015               | Milán (Italia)              | Medalla de oro    | K2 200 m         |
| 2015               | Milán (Italia)              | Medalla de oro    | K4 500 m         |
| 2015               | Milán (Italia)              | Medalla de oro    | K1 5000 m        |
| 2018               | Montemor-o-Velho (Portugal) | Medalla de plata  | K1 5000 m        |
| 2019               | Szeged (Hungría)            | Medalla de oro    | K2 200 m         |
| 2019               | Szeged (Hungría)            | Medalla de oro    | K2 500 m         |
| 2019               | Szeged (Hungría)            | Medalla de plata  | K4 500 m         |
| 2019               | Szeged (Hungría)            | Medalla de bronce | K1 5000 m        |
| 2021               | Copenhague (Dinamarca)      | Medalla de oro    | K4 500 m         |
| 2021               | Copenhague (Dinamarca)      | Medalla de plata  | K2 500 m         |
| 2024               | Samarcanda (Uzbekistán)     | Medalla de plata  | K1 1000 m        |
| 2024               | Samarcanda (Uzbekistán)     | Medalla de plata  | K1 5000 m        |
| 2024               | Samarcanda (Uzbekistán)     | Medalla de plata  | K2 200 m         |
| Juegos Europeos    |                             |                   |                  |
| Año                | Lugar                       | Medalla           | Competición      |
| 2015               | Bakú (Azerbaiyán)           | Medalla de oro    | K2 200 m         |
| 2015               | Bakú (Azerbaiyán)           | Medalla de oro    | K1 5000 m        |
| 2019               | Minsk (Bielorrusia)         | Medalla de oro    | K2 500 m         |
| 2019               | Minsk (Bielorrusia)         | Medalla de oro    | K1 5000 m        |
| 2019               | Minsk (Bielorrusia)         | Medalla de plata  | K4 500 m         |
| 2019               | Minsk (Bielorrusia)         | Medalla de bronce | K2 200 m         |
| Campeonato Europeo |                             |                   |                  |
| Año                | Lugar                       | Medalla           | Competición      |
| 2010               | Corvera (España)            | Medalla de bronce | K1 5000 m        |
| 2011               | Belgrado (Serbia)           | Medalla de oro    | K1 5000 m        |
| 2011               | Belgrado (Serbia)           | Medalla de oro    | K4 500 m         |
| 2011               | Belgrado (Serbia)           | Medalla de bronce | K2 200 m         |
| 2012               | Zagreb (Croacia)            | Medalla de plata  | K2 200 m         |
| 2012               | Zagreb (Croacia)            | Medalla de plata  | K2 500 m         |
| 2012               | Zagreb (Croacia)            | Medalla de plata  | K4 500 m         |
| 2014               | Brandeburgo (Alemania)      | Medalla de oro    | K2 200 m         |
| 2014               | Brandeburgo (Alemania)      | Medalla de plata  | K1 5000 m        |
| 2015               | Račice (República Checa)    | Medalla de oro    | K2 200 m         |
| 2015               | Račice (República Checa)    | Medalla de oro    | K4 500 m         |
| 2015               | Račice (República Checa)    | Medalla de oro    | K1 5000 m        |
| 2016               | Moscú (Rusia)               | Medalla de oro    | K1 5000 m        |
| 2016               | Moscú (Rusia)               | Medalla de plata  | K4 500 m         |
| 2016               | Moscú (Rusia)               | Medalla de bronce | K2 200 m         |
| 2016               | Moscú (Rusia)               | Medalla de bronce | K2 500 m         |
| 2018               | Belgrado (Serbia)           | Medalla de plata  | K4 500 m         |
| 2021               | Poznań (Polonia)            | Medalla de plata  | K4 500 m         |
| 2021               | Poznań (Polonia)            | Medalla de bronce | K2 500 m         |